# مونرو برگدورف
مونرو برگدورف (به انگلیسی: Munroe Bergdorf) (زاده ۱۱ سپتامبر ۱۹۸۷) مدل و کنشگر انگلیسی است.
او یک زن ترنس است.